# Forte de Nanuz
O Forte de Nanuz localizava-se em Valpoi, no concelho de Sattari, no estado de Goa, na costa oeste da Índia.

## História
Remonta a um forte indiano, erguido no alto de um monte, à margem do rio Mandovi. Com a chegada dos portugueses à região, foi utilizado pelas populações locais e pela dinastia hindu dos Ranés como local de reunião contra os portugueses, especialmente durante o século XIX. Por essa razão e devido à dificuldade de combate no terreno montanhoso em que se inscreve, foi arrasado pelas tropas portuguesas em 1895.
O seu local é assinalado, em nossos dias, por um pilar com uma placa que informa: "Local do antigo Forte de Nanuz". Este pilar suportava ao alto uma cruz de prata, removida para Portugal, com autorização das autoridades da Índia, em 1974.
Afirma-se ainda, a respeito do forte, que dele subsiste uma pequena gruta perto da margem do rio.